# Mandulaműtét-hiba
A Mandulaműtét-hiba (Tonsil Trouble) a South Park című animációs sorozat 168. része (a 12. évad 1. epizódja). Elsőként 2008. március 12-én sugározták az Egyesült Államokban. Magyarországon 2009. március 13-án mutatta be a Comedy Central.
Az epizódban Eric Cartman egy rutinműtét után HIV-fertőzést kap, melyet bosszúból továbbad az őt kinevető Kyle Broflovskinak...

## Cselekmény
|  | Alább a cselekmény részletei következnek! |

A történet elején Eric Cartmant egy orvos vizsgálja, és közli vele, hogy ki kell venni a manduláját. Cartman hisztizni kezd, mert nem akar kórházba menni, de megváltozik a véleménye, mikor az orvos azt mondja, hogy a mandulaműtét után fagyit kap. A műtétet sikeresen el is végzik, de mikor pótolták Eric vérét a műtét során, elkapta az AIDS-et, mivel HIV vírussal fertőzött vért kapott. Ezután Cartmennek jótékonysági koncertet rendeztek, amire igen kevesen jöttek el. A pincérnő szerint azért vannak ilyen kevesen, mert az AIDS már divatjamúlt, és jelenleg a rák a divat. A rendezvényre Elton John sem tudott eljönni, mert egy rák elleni jótékonysági koncerten énekel, helyette Jimmy Buffett ugrott be.
Az iskolavezetőség összehívja a szülőket és a gyerekeket, hogy beszéljenek Cartman esetéről. Elmondják a gyerekeknek, hogy nyugodtan lehetnek Eric közelében, mivel az AIDS-et nem tudják elkapni tőle. Mikor Kyle Broflovski megtudja, hogy az általa gyűlölt Cartman HIV-pozitív, csak nevetni tud rajta. Ezen Cartman nagyon feldühödik, és egy éjjel Butters segítségével beoson Kyle szobájába, ahol bosszúból megfertőzi Kyle-t (egy injekciós tűvel a saját vérét Kyle szervezetébe juttatja).
Másnap Dr. Doctor közli Kyle-lal, hogy ő is AIDS-es. Kyle anyja teljesen kiborul, az orvos pedig azt feltételezi, hogy Kyle homoszexuális kapcsolatot létesített. Kyle rájön, hogy Cartman fertőzte meg, ezért az iskolaudvaron rátámad, ezután elmegy Cartman házába és minden játékát tönkreteszi. Cartman közli vele, hogy ki tudja gyógyítani mindkettőjüket az AIDS-ből; állítása szerint Magic Johnson amerikai kosárlabdázó már több mint tíz éve AIDS-beteg, és mégis kitűnő egészségnek örvend, talán ő ismerheti az AIDS ellenszerét.
A két „barát” repülőre száll és Los Angelesbe utazik Magic Johnsonhoz. Tőle megtudják, hogy nem bízik a bankokban, ezért a pénzét a hálószobájában tartja. A gyerekek ezt elmondják néhány kutatónak, akik rájönnek, hogy az AIDS ellenszere a pénz. Cartmant és Kyle-t is beoltják Magic Johnson pénzével, amitől meggyógyulnak.

## Érdekességek
Cartman ruházata utalás a Philadelphia – Az érinthetetlen című 1993-as film szintén HIV-fertőzött főszereplőjére, Andrew Beckettre, akit Tom Hanks alakított. Az epizódban továbbá kiparodizálják Jimmy Buffett énekest.

## Fogadtatás
Az epizód a kritikusok részéről vegyes fogadtatásban részesült; az IGN weboldalon 10-ből 7,2 pontot kapott, mivel a rész hamar kifulladt, továbbá „...nem volt annyira ihletett és éles elméjű, mint amilyenek a legjobb South Park epizódok általában.” A TV Squad szerint „...Az epizód összességében jó volt, néhány frappáns egysoros szöveggel. Sajnos a befejezése gyengére sikeredett.” A TVoholic.com viszont nagyon pozitívan ír a részről, dicsérve annak AIDS-cel kapcsolatos mondanivalóját.

## Továbbiak
- A South Park: The Stick of Truth videójátékba felhasználták azt a zenét, ami akkor szólt, amikor Cartman beosont Kyle házába.
- Szintén ebben a videójátékban, Kanadában el lehet kapni a "Szuperaids" nevű betegséget, amit a kanadai orvos meg tud gyógyítani, a jele is ugyanaz.
- Az Airport Hilton-ban rendezte meg Cartman a gyűlést a vörhenyeseknek a Vörhenyesek részben, valamint a később megjelenő Mysterion visszatérben is a Mosómedve és társainak (A személyzeti meg is említi, hogy köszöni a törzshasználatát a helynek. Cartman Mosómedveként megy el a helyre, ezért tetteti hogy nem tudja, erre megkérdezi a személyzetis, hogy nem ő volt-e az aki gyűlést tartott vörhenyeseknek és aids-eseknek, de Cartman "nem akarja felfedni kilétét" ezért tagadja - bár Butters gyanította, és Kenny is már az elejétől fogva tudta, hogy Cartman az -.)